# François Bayrou
François Bayrou (ur. 25 maja 1951 w Bordères) – francuski polityk i samorządowiec. Przewodniczący Unii na rzecz Demokracji Francuskiej, założyciel Ruchu Demokratycznego, deputowany krajowy i europejski, minister edukacji narodowej (1993–1997), minister sprawiedliwości (2017), kandydat w wyborach prezydenckich, od 2024 premier Francji.

## Życiorys
Urodził się w rodzinie rolników, wychowywał się w środowisku wiejskim. Uzyskał wykształcenie w dziedzinie filologii klasycznej, ukończył literaturoznawstwo na Université Bordeaux-Montaigne. Opublikował kilkanaście książek poświęconych polityce i historii, w tym biografię Henryka IV Burbona. Pracował jako nauczyciel, zajął się również prowadzeniem stadniny koni.
Zaangażował się w działalność polityczną w ramach Unii na rzecz Demokracji Francuskiej. Zaczął obejmować różne funkcje w administracji terytorialnej. W latach 1982–2008 był członkiem rady generalnej w Pirenejach Atlantyckich, w tym w okresie 1992–2001 zajmował stanowisko jej przewodniczącego. W latach 1983–1993 był radnym miasta Pau, ponownie objął mandat radnego w 2008.
W 1986, 1988 i 1993 uzyskiwał mandat deputowanego do Zgromadzenia Narodowego w jednym z okręgów departamentu Pireneje Atlantyckie. Zrezygnował z zasiadania w niższej izbie parlamentu wkrótce po ostatnich z tych wyborów, obejmując stanowisko ministra edukacji narodowej w rządzie Édouarda Balladura. Urząd ten sprawował także w obu gabinetach premiera Alaina Juppé (1995–1997). W przegranych przez centroprawicową koalicję wyborach z 1997 ponownie został posłem. Rok później wybrano go przewodniczącym Unii na rzecz Demokracji Francuskiej (stał na czele tej partii do czasu jej rozwiązania w 2007).
W 1999 opuścił Zgromadzenie Narodowe w związku z wyborem do Parlamentu Europejskiego. W PE zasiadał w Grupie Europejskiej Partii Ludowej (Chrześcijańscy Demokraci) i Europejskich Demokratów i Komisji ds. Konstytucyjnych.
W 2002 zadeklarował swój start w wyborach prezydenckich. Jeszcze przed pierwszą turą znaczna część partyjnych działaczy opowiedziała się jednak za kandydaturą ubiegającego się o reelekcję Jacques’a Chiraca. François Bayrou otrzymał wówczas 6,84% głosów. Opowiedział się przeciw akcesowi UDF do nowo powołanej centroprawicowej Unii na rzecz Większości Prezydenckiej. Przed wyborami parlamentarnymi wbrew jego stanowisku szereg działaczy centrystów (w tym Philippe Douste-Blazy, Pierre Méhaignerie, Hervé de Charette) zdecydowało się kandydować pod szyldem UMP, która jednocześnie poparła grupę kandydatów UDF, w tym także jej lidera.
François Bayrou uzyskał mandat poselski, odchodząc z PE. Utrzymał też funkcję przewodniczącego Unii na rzecz Demokracji Francuskiej, której parlamentarna reprezentacja skurczyła się do 30-osobowej frakcji. Początkowo wspierał rządową większość prezydencką i gabinet Jean-Pierre’a Raffarina. W 2005 przeforsował decyzję o niewchodzeniu do nowego rządu, na czele którego stanął Dominique de Villepin (której nie podporządkował się minister Gilles de Robien). Rok wcześniej był jednym z inicjatorów utworzenia Europejskiej Partii Demokratycznej; został jej współprzewodniczącym, a w 2019 samodzielnym przewodniczącym.
Lider UDF zarejestrował się jako kandydat na urząd prezydencki także w wyborach w 2007. Według niektórych sondaży przedwyborczych (w tym Ifop Fiducial z 10 marca 2007) mógł przez pewien okres liczyć na 23% głosów, czyli tyle samo co kandydatka socjalistów, Ségolène Royal. Ostatecznie uzyskał ponad 6,8 mln głosów (18,57%), zajmując trzecie miejsce. Przed drugą turą wyborów nie poparł żadnego z kandydatów, ogłosił też zamiar powołania na bazie UDF nowego ugrupowania pod nazwą Ruch Demokratyczny. Jednocześnie zdecydowana większość deputowanych jego partii publicznie zaapelowała o wsparcie Nicolasa Sarkozy’ego, a po jego zwycięstwie powołało formację Nowe Centrum, która powróciła do większości prezydenckiej.
François Bayrou obronił mandat deputowanego w 2007, jednak założony przez niego MoDem wprowadził tylko kilku posłów do Zgromadzenia Narodowego XIII kadencji. W 2012 ponownie wystartował w wyborach prezydenckich. W głosowaniu z 22 kwietnia 2012 otrzymał około 3,73 miliona głosów (9,13%), zajmując wśród 10 kandydatów 5. miejsce i przegrywając w pierwszej turze. Przed drugą turą zadeklarował, że sam poprze kandydata socjalistów François Hollande’a przeciwko Nicolasowi Sarkozy’emu. Wystartował również po raz kolejny w tym samym roku w wyborach parlamentarnych w okręgu, z którego posłował od 1986. W drugiej turze przegrał z kandydatką Partii Socjalistycznej, a kierowany przez niego Ruch Demokratyczny uzyskał jedynie dwa mandaty deputowanych.
W 2014 został wybrany na urząd mera Pau. Nie wystartował w wyborach prezydenckich w 2017, popierając wraz ze swym ugrupowaniem Emmanuela Macrona. W maju 2017, po jego zwycięstwie, w nowo powołanym gabinecie Édouarda Philippe’a objął stanowiska ministra stanu, ministra sprawiedliwości i strażnika pieczęci.
W czerwcu 2017 zakończył pełnienie funkcji rządowej, nie wchodząc w skład nowego rządu dotychczasowego premiera, który powołano po wyborach parlamentarnych. Decyzja ta zbiegła się z wszczętym śledztwem w sprawie finansowania etatowych działaczy Ruchu Demokratycznego z funduszy przeznaczonych na wynagrodzenie asystentów eurodeputowanych. W postępowaniu tym przedstawiono mu zarzut defraudacji, w 2024 został przez sąd uniewinniony od popełnienia tego czynu. W 2020 został merem Pau na kolejną kadencję.
13 grudnia 2024 Emmanuel Macron, w trakcie kryzysu politycznego związanego z brakiem większościowej koalicji w parlamencie i po przegłosowaniu wotum nieufności wobec rządu Michela Barniera, powołał go na urząd premiera. Dziesięć dni później mianowano pozostałych członków nowego gabinetu.

## Odznaczenia
- Oficer Legii Honorowej (2022)[18]
- Krzyż Wielki Orderu Narodowego Zasługi (z urzędu, 2025)[19]
- Order Palm Akademickich I klasy (z urzędu, 1997)[20]
- Krzyż Wielki Orderu Danebroga (Dania, 2025)[21]

## Publikacje
- La Décennie des mal-appris, Flammarion 1990, ISBN 2-08-066472-7
- Le roi libre, Flammarion 1994, ISBN 2-08-066821-8
- Le droit au sens, Flammarion 1996 ISBN 2-08-067204-5
- Saint-louis, Flammarion 1997, ISBN 2-08-067208-8
- Henri IV raconté par François Bayrou, Perrin jeunesse 1998, ISBN 2-262-01301-2
- Ils portaient l’écharpe blanche: l’aventure des premiers réformés, des Guerres de religion à l’édit de Nantes, de la Révocation à la Révolution, Grasset 1998, ISBN 2-246-55981-2
- Hors des sentiers battus: entretiens avec Sylvie Pierre-Brossolette, Hachette littératures 1999, ISBN 2-01-235258-8
- Relève, Grasset 2001, ISBN 2-246-61821-5
- Oui: Plaidoyer pour la Constitution européenne, Plon 2005, ISBN 2-259-20183-0
- Au nom du tiers état, Hachette Littératures 2006, ISBN 2-01-237250-3